# Червоний Кут (Уманський район)
Черво́ний Кут  — село в Україні, в Буцькій селищній громаді Уманського району Черкаської області. Розташоване на обох берегах річки Гірський Тікич (притока Тікичу) за 24 км на південний схід від міста Жашків. Населення становить 1 101 особа.

## Історія
Село відоме з 18 століття. Ще збереглися між людьми перекази про набіги кримських татар на село, що відбувалися у першій половині XVIII століття. Уже тоді село налічувало близько 300 дворів. Основні земельні масиви належали панам Плісецьким, поміщику Зданевичу. Досить заможним був і сільський піп Орловський.
Колишні власники земельних угідь сіл Кути, Червоний Кут, Кислин — поміщики Дзевеновський, Радзиновський, Кондратецький, Матківський, П'ясецький — у 1895 році надали прохання на ім'я царя Миколи II про будівництво цукрового заводу. На прохання була резолюція від 4 липня 1895 року про будівництво Кислинського цукрового заводу. Був розроблений Статут товариства Кислинського цукрового заводу, який нині зберігається у Державній бібліотеці ім. Салтикова-Щедріна в місті Санкт-Петербург. У 1895 році в Німеччині було закуплено устаткування і доставлено на станцію Поташ. Будівництво заводу обійшлося в 700 тисяч карбованців золотом. В експлуатацію завод був пущений у 1897 році, а працювали в дві зміни близько 250 робітників. За добу виробляли близько 200 пудів цукру. Незабаром ці власники продали завод капіталісту Штільману, який збанкрутував і продав завод цукроводчику Манову Хацкелю. Після Жовтневого перевороту завод був перейменований на Березинський цукровий завод (від назви березового гаю).
Перед Жовтневим переворотом в селі була 3-класна школа, де працював один учитель Мельник.
У час Визвольних змагань 1918—1920 років піп Орловський виїхав із села. Церковну відправу продовжував до 1932 року інший піп — Богданович, якого в тому ж році арештували і вислали, а церкву розібрали. Під час визвольних змагань цукровий завод був зруйнований і протягом трьох років не діяв. Після відбудови завод був пущений в експлуатацію у 1920 році і працював до 1998 року.
У 1922 році на території колишньої панської економії утворився Червонокутський радгосп. У час колективізації було ліквідовано 12 заможнихих господарств. Організаторами колгоспу виступали Купченко Ілько, Ковтун Андрій, Швиденко Яремей, Цехмейстер Лук'ян. Першим головою колгоспу був Загребельний Іван, першим головою сільської ради — Буханистий. У 1934 році школа із початкової перетворилася в семирічну. До радянсько-німецької війни вона випустила понад 150 учнів.
371 мешканець села брав участь у боях радянсько-німецької війни, 176 з них загинули, 192 нагороджені орденами й медалями. На їх честь в 1950 році в селі споруджено обеліск Слави. 100 юнаків та дівчат було вивезено на різноманітні роботи у Німеччину. В 1952 році в селі споруджено пам'ятник воїнам, що загинули в боях за відвоювання села.
Село постраждало внаслідок Голодоморів у 1921—1923, 1932—1933 та 1946—1947 роках.
Станом на початок 70-х років ХХ століття в селі розміщувалась центральна садиба радгоспу Березинського цукрокомбінату, за яким було закріплено 3 069 га сільськогосподарських угідь, в тому числі 2 811 га орної землі. В господарстві вирощували зернові і технічні культури, було розвинуте м'ясо-молочне тваринництво. Працювали крупорушка, пилорама, автомайстерня.
Також на той час працювали середня та восьмирічна школи, два клуби з стаціонарними кіноустановками, 5 бібліотек з фондом 20 тисяч книг, дільнича лікарня на 25 ліжок, два фельдшерсько-акушерські пункти, два дитячі садки, аптека, 11 магазинів, 3 буфети, кіоск, 3 їдальні, майстерня побутового обслуговування. Кількість дворів — 742.

## Сучасність
На території села є філія Буцького ліцею Буцької селищної ради "Червонокутський ліцей", клуб, фельдшерсько-акушерський пункт, відділення поштового зв'язку, філія Ощадбанку, 5 магазини, АТС на 149 абонентів, РТБ, завод.

## Відомі люди
- Винник Олег Анатолійович — співак, в юні роки проживав і навчався в місцевій школі.
- Гриценко Василь Миколайович (1975-2015) — сержант Національної гвардії України, учасник російсько-української війни.
- Крижанський Володимир Олексійович (1982—2017) — сержант Збройних сил України, учасник російсько-української війни.
- Подзігун Володимир Пилипович — герой СРСР.
- Триволенко Владислав Володимирович (1994-2016) — старший солдат Збройних сил України, учасник російсько-української війни.
- Чабан Федір Гнатович (1929—2007 роки життя) — шахтар, Герой Соціалістичної Праці.

## Галерея

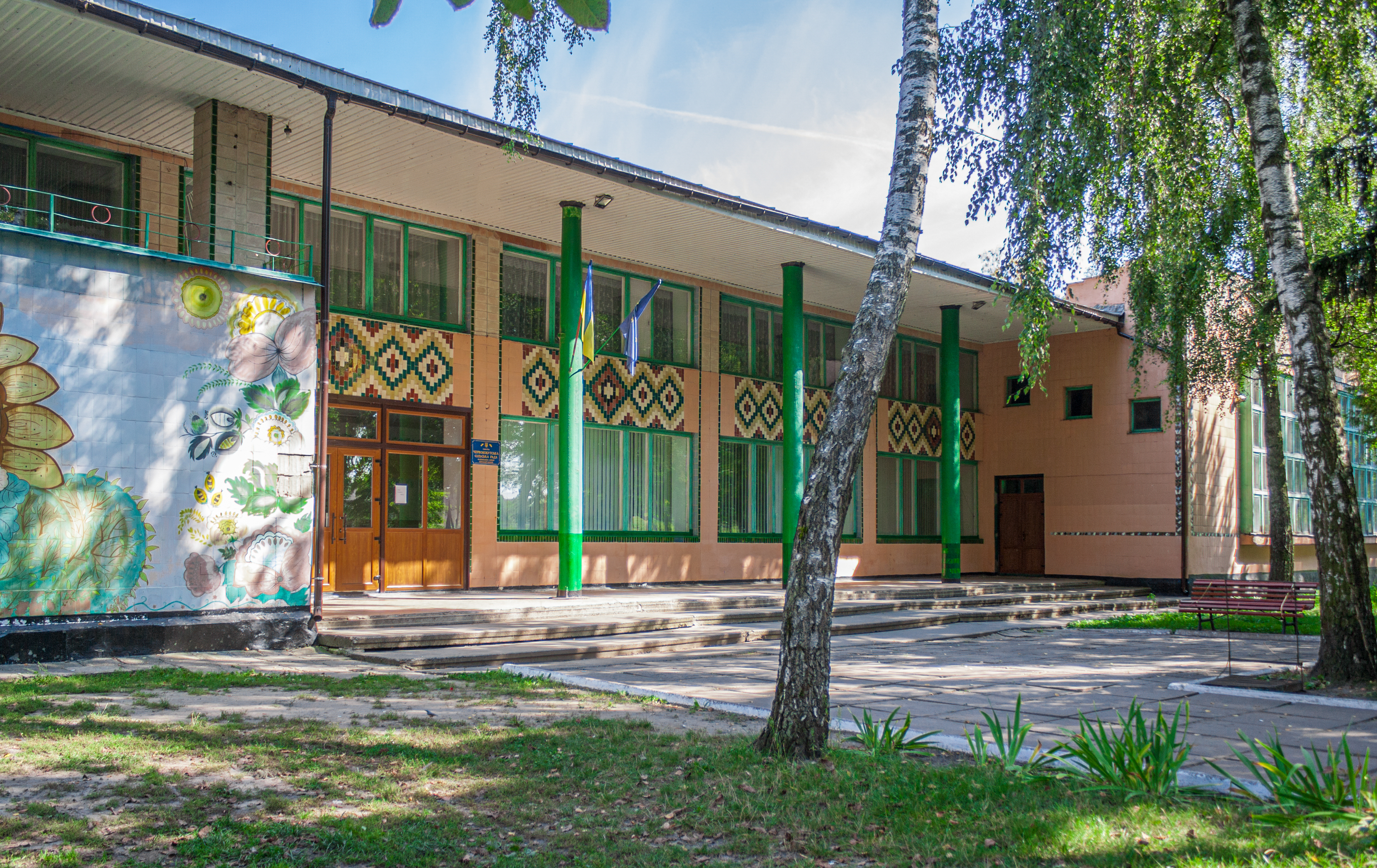
Сільська рада і будинок культури
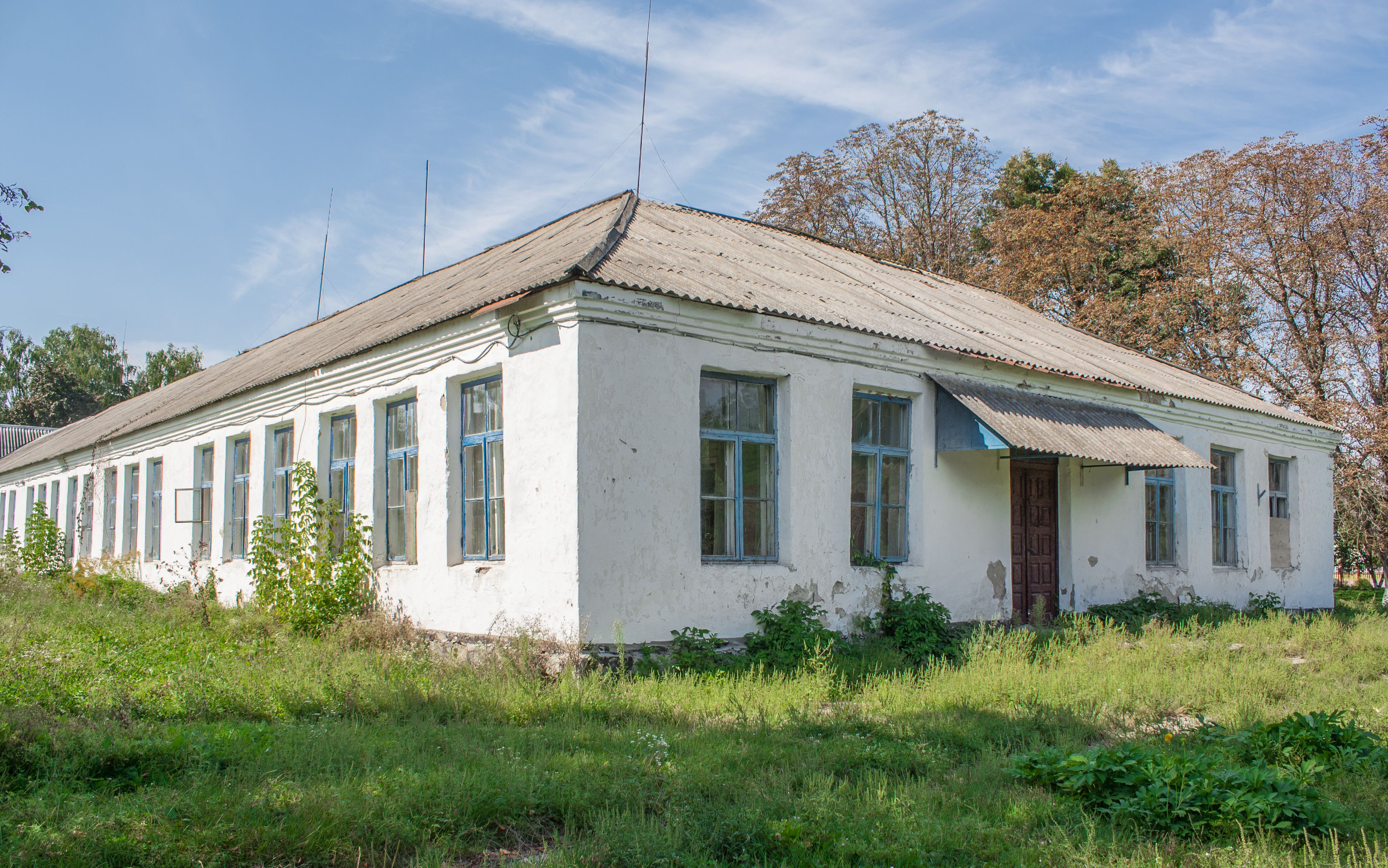
Школа
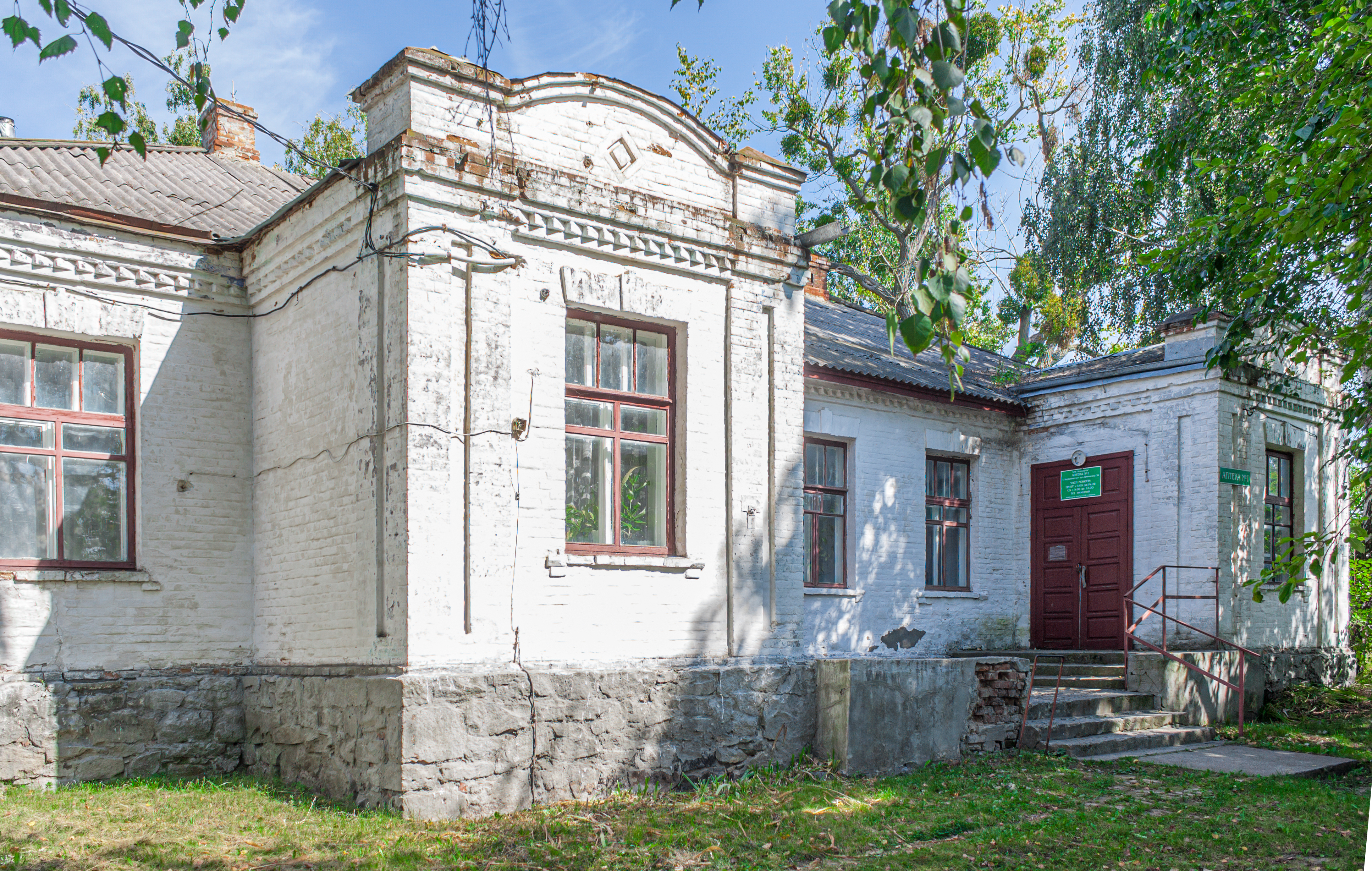
Аптека
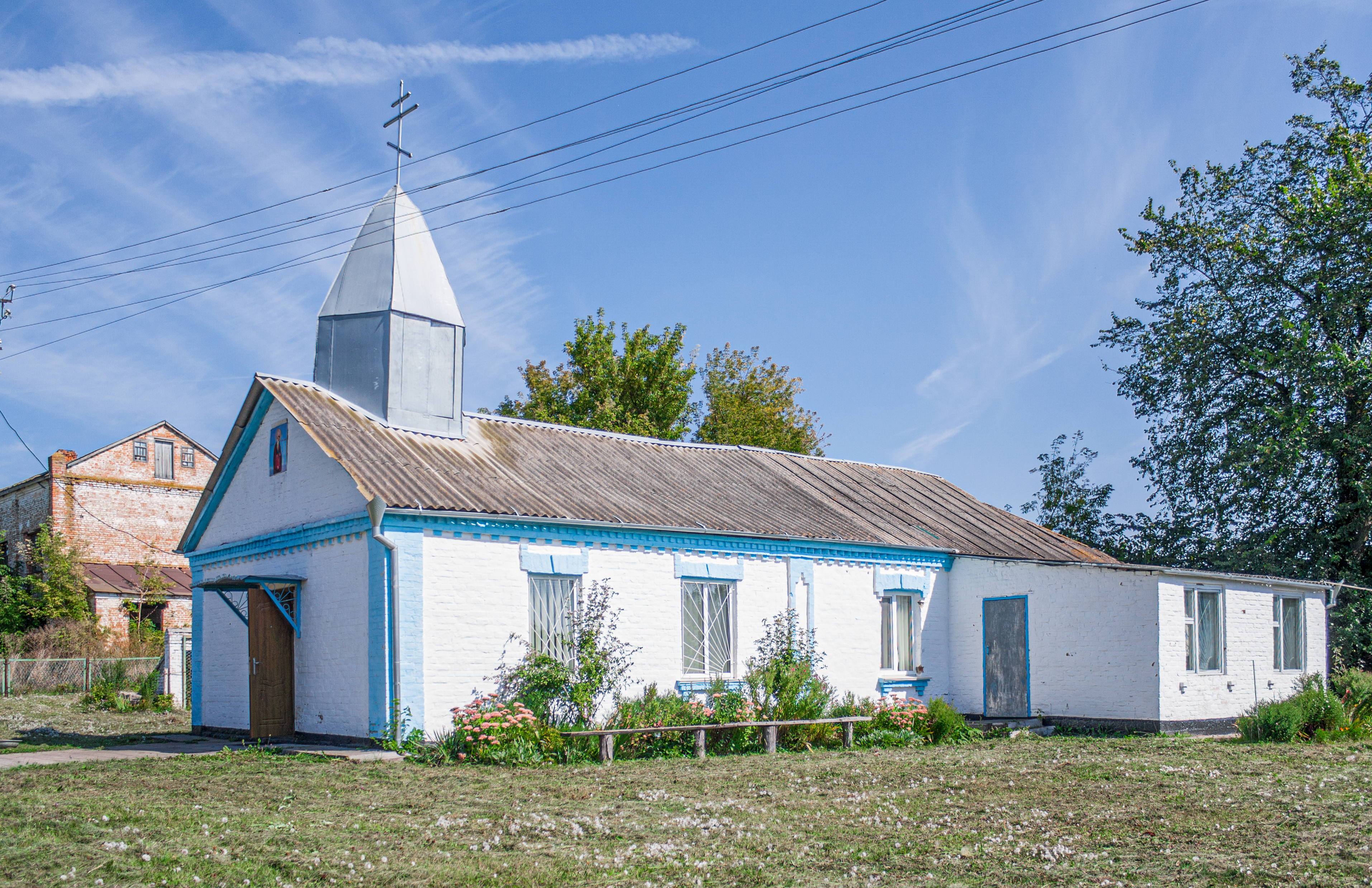
Церква
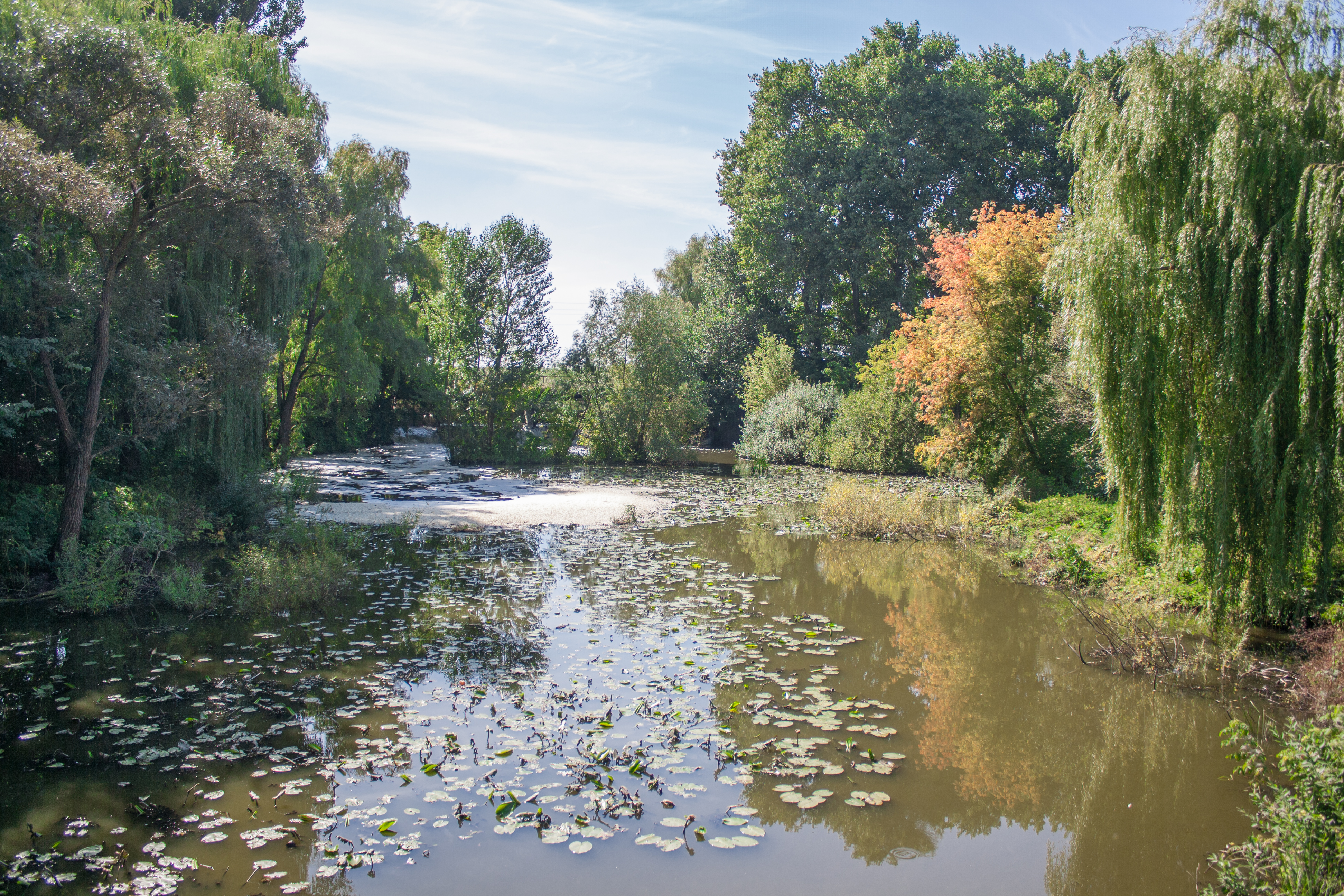
Річка Гірський Тікич
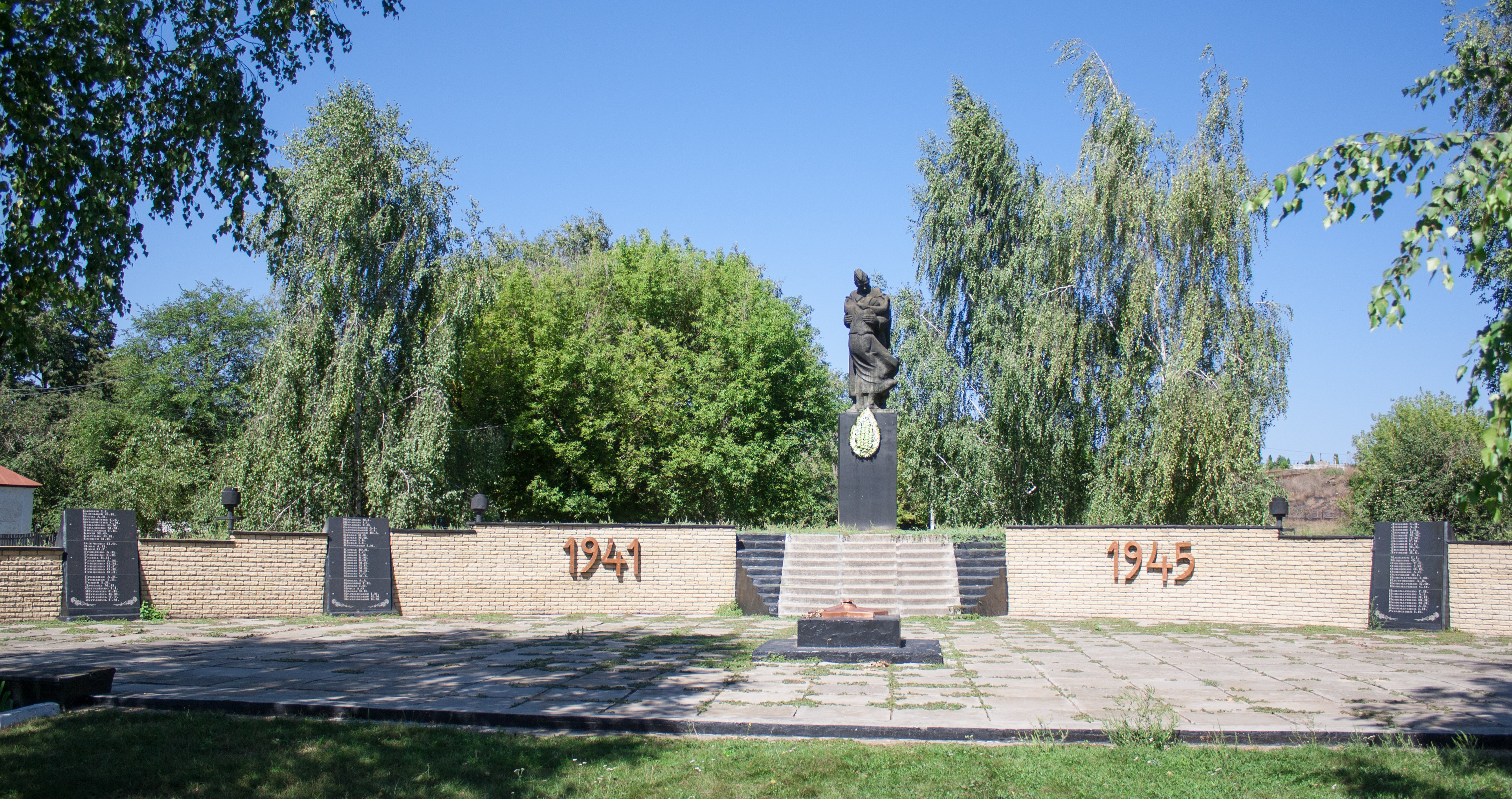
Пам'ятник воїнам-односельчанам
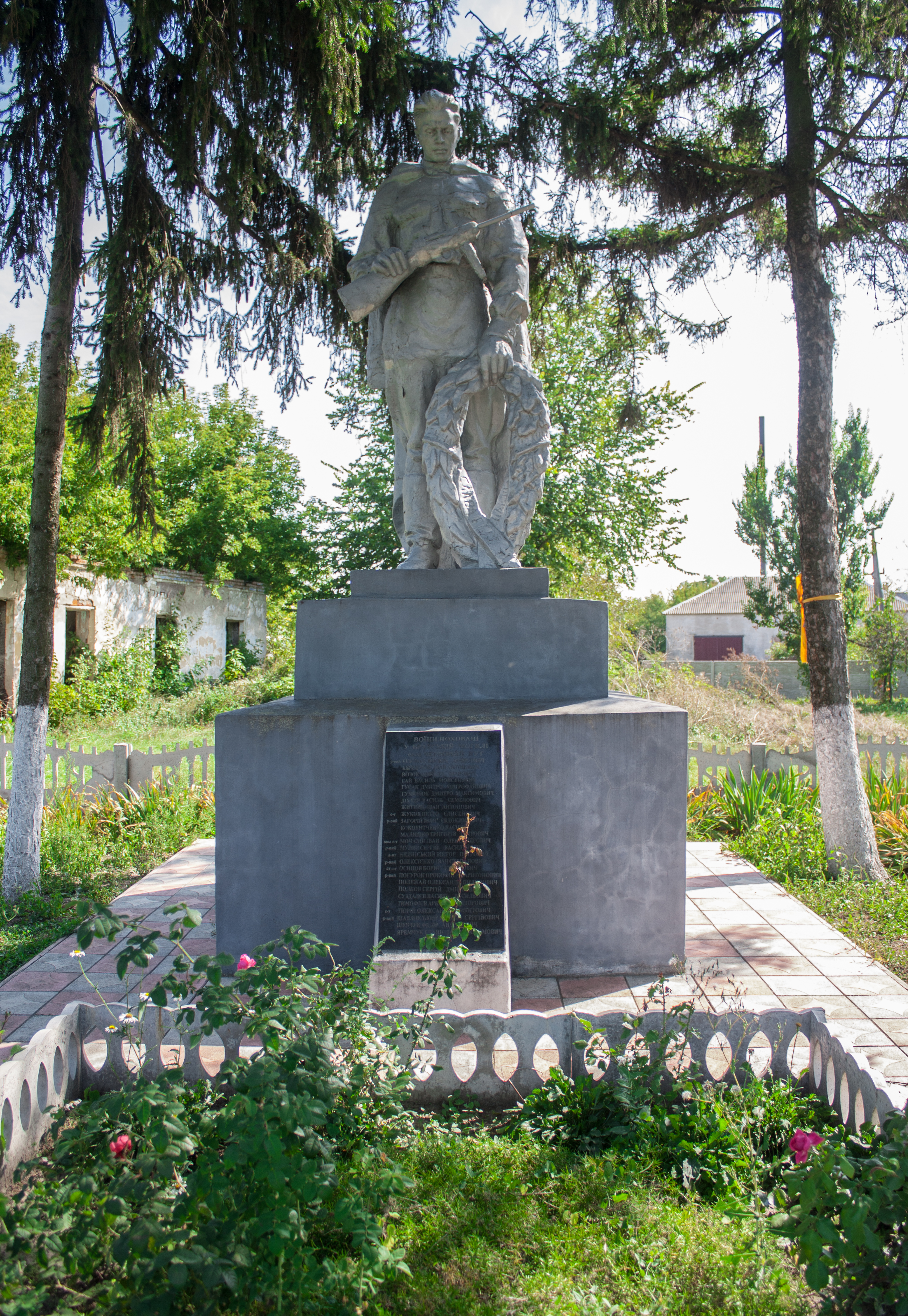
Братська могила радянських воїнів
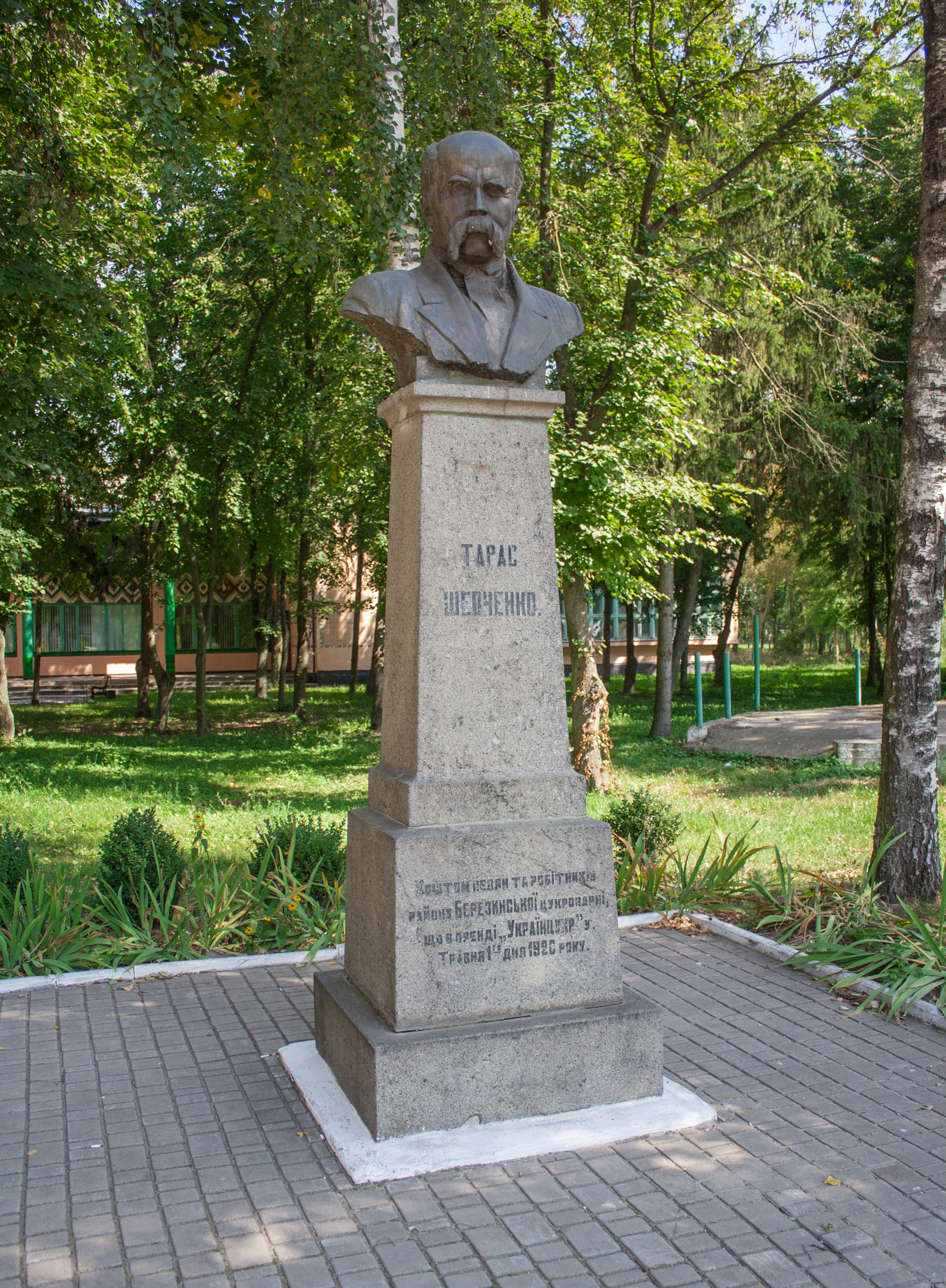
Пам'ятник Т.Г.Шевченку